# Pseudobagarius inermis
Pseudobagarius inermis es una especie de pez de la familia Akysidae en el orden de los Siluriformes.

## Morfología
• Los machos pueden llegar alcanzar los 3,5 cm de longitud total.

## Distribución geográfica
Se encuentra en el Sudeste asiático: cuenca del río Mekong al sur de Laos.